# Русско-украинская радикальная партия
Украинская радикальная партия (укр. Українська радикальна партія; основана как Руско-украи́нская радика́льная па́ртия (укр. Русько-українська радикальна партія), после 1926 — Украинская социалистическо-радикальная партия (укр. Українська соціалістично-радикальна партія) — украинская политическая партия конца XIX — начала XX вв. в Австро-Венгрии. Создана в 1890 году Иваном Франко и Михаилом Павликом под влиянием Михаила Драгоманова.
Изначально партия называлась «Русско-украинская радикальная партия», но со временем за ней закрепилось название «Украинская радикальная партия» (УРП). Среди её основателей были также Евгений Левицкий, Владимир Охримович, Теофил Окуневский, Вячеслав Будзиновский, Остап Терлецкий, Юлиан Бачинский, Роман Яросевич, Микола Ганкевич и другие.
Смерть Драгоманова (1895) ускорила процессы дифференциации в партии, до того скрепляемой его авторитетом. Из трёх оформившихся течений: социалистов-народников, социалистов марксистского направления и радикальных «народовцев», — два последних покинули партию в 1899 году, создав соответственно Украинскую социал-демократическую партию и Украинскую национально-демократическую партию.
Партия активно занималась развитием сечево-стрелецкого движения, основателем которого в 1900 году стал один из её лидеров К. Трилёвский.
Партия принимала активное участие в парламентских выборах в Австро-Венгрии. Так, на выборах 1897 года от УРП были избраны Теофил Окуневский, Роман Яросевич и независимый кандидат Д. Танячкевич. В 1907 году партия получила также 3 места, а после выборов 1911 года имела уже 5 представителей в Вене (Л. Бачинский, Василий Стефаник, К. Трилёвский, М. Лагодинский, П. Лаврук) и шесть в Галицком сейме.
В годы Первой мировой войны партия приняла участие в создании и деятельности проавстрийской Главной украинской рады, позже — Всеобщей украинской рады.
В 1926 году, после присоединения к УРП волынской группы эсеров, партия сменила название на Украинскую социалистическо-радикальную партию, а в апреле 1931 года вступила в Социалистический рабочий интернационал.